# Zatoka Wrzosowska
Zatoka Wrzosowska – zatoka będąca północną częścią Zalewu Kamieńskiego. Z Zatoki Wrzosowskiej wypływa odcinek cieśniny Dziwny, przez którą zatoka ma połączenie z Morzem Bałtyckim. Zatoka Wrzosowska łączy się od południowego zachodu z wodami Zalewu Kamieńskiego poprzez Sokolicki Przepływ.
Zatoka Wrzosowska (wraz z Dziwną) stanowi morskie wody wewnętrzne Polski. Wody zatoki podlegają administracyjnie pod gminy: Dziwnów i Kamień Pomorski.

## Nazwa
Do 1945 r. poprzednią niemiecką nazwą zatoki było Fritzower See. 27 marca 1949 r. ustalono urzędowo polską nazwę Jezioro Wrzosowskie. Jednak 13 maja 1949 r. ustalono urzędowo nazwę Zatoka Wrzosowska. W 2006 r. Komisja Nazw Miejscowości i Obiektów Fizjograficznych w wykazie hydronimów potwierdziła nazwę Zatoka Wrzosowska.